# Bundesministergesetz
Das Bundesministergesetz enthält Regelungen über die Rechtsstellung der Mitglieder der deutschen Bundesregierung. Vorläufer war das Reichsministergesetz von 1930.
Die Bundesregierung besteht aus dem Bundeskanzler und den Bundesministern (Art. 62 GG). Die Rechtsverhältnisse der Parlamentarischen Staatssekretäre, die den Mitgliedern der Bundesregierung beigegeben sind, regelt das Gesetz über die Rechtsverhältnisse der Parlamentarischen Staatssekretäre, das vielfach auf Vorschriften des Bundesministergesetzes verweist (§§ 5 ff. ParlStG).
Das Gesetz regelt in § 1, dass die Mitglieder der Bundesregierung zum Bund in einem öffentlich-rechtlichen Amtsverhältnis stehen.
Teilweise wird die Regelung des § 2 Abs. 2 2. Alt. BMinG als verfassungswidrig angesehen, nach der das Amtsverhältnis auch ohne Aushändigung der Urkunde mit der Vereidigung beginnt.
In § 4 ist festgehalten, dass ein Bundesminister nicht gleichzeitig Mitglied einer Landesregierung sein kann.
§ 11 regelt die Amtsbezüge der Bundesminister und des Bundeskanzlers. Danach erhielten der Bundeskanzler monatlich ein Amtsgehalt in Höhe von einzweidrittel und die Bundesminister in Höhe von eineindrittel des Grundgehalts der Besoldungsgruppe B 11 einschließlich zum Grundgehalt allgemein gewährter Zulagen nebst einem Ortszuschlag in Höhe von eineindrittel des in dieser Besoldungsgruppe zustehenden Ortszuschlags. Diese Beträge werden aber gekürzt nach dem vorrangigen Gesetz über die Nichtanpassung von Amtsgehalt und Ortszuschlag der Mitglieder der Bundesregierung und der Parlamentarischen Staatssekretäre.
Mit Einführung einer bis zu 18-monatigen Karenzzeit vor Aufnahme einer Tätigkeit außerhalb des öffentlichen Dienstes für ausscheidende Mitglieder der Bundesregierung sowie für Parlamentarische Staatssekretäre in §§ 6a bis 6d BMinG wurde im Juli 2015 die UN-Konvention gegen Korruption umgesetzt (BGBl. I S. 1322).
Das Gesetz bezeichnet Währungsbeträge noch immer mit Deutsche Mark, verweist in § 11 Absatz 4 und § 20 Absatz 4 auf nicht mehr bestehende Rechtsvorschriften und gibt in § 11 Absatz 1 Buchstabe b als Berechnungsgrundlage eines Ortszuschlags den „in der Besoldungsgruppe B 11 zustehenden Ortszuschlag“ an, obwohl das Bundesbesoldungsgesetz seit der Änderung durch das Gesetz zur Reform des öffentlichen Dienstrechts vom 24. Februar 1997 (BGBl I S. 322) einen Ortszuschlag für keine Besoldungsgruppe mehr ausweist.
Das Bundesministergesetz bestimmt - anders als das Bundesbeamtengesetz - nicht, dass ehemalige Amtsinhaber die Amtsbezeichnung mit dem Zusatz „außer Dienst“ oder „a. D.“ führen dürfen.